# Ernst Käsemann
Ernst Käsemann (Dahlhausen, Bochum, 12 de julio de 1906 - Tubinga, 17 de febrero de 1998) fue un teólogo luterano alemán y profesor de Nuevo Testamento en Maguncia (1946-1951), Gotinga (1951-1959) y Tubinga (1959-1971).

## Biografía
Su padre era profesor en la escuela primaria y desde 1909 su familia vivió en Essen. Su padre fue asesinado en Rusia ya en 1915. La madre se quedó con su hijo y una hija menor en Essen, donde Ernst luego asistió al Burggymnasium. Cuando conoció a un pastor de jóvenes, su vida dio un giro decisivo, es decir, para estudiar teología.
En 1925, ingresó en la Universidad de Bonn, donde estudió teología protestante. Obtuvo su doctorado en Nuevo Testamento en la Universidad de Marburgo en 1931, después de haber escrito una disertación sobre eclesiología paulina, con Rudolf Bultmann como su supervisor de doctorado.
En 1933, fue nombrado pastor en Gelsenkirchen, en un distrito poblado principalmente por mineros. Inicialmente partidario de los llamados Cristianos Alemanes, dejó de apoyar a Hitler desde 1934 y se orientó hacia la Iglesia Confesante, lo cual causó una división en la congregación que pastoreaba. En 1935 se casó con Margit Wizemann. Durante el otoño de 1937 pasó algunas semanas detenido por la Gestapo por apoyar públicamente a los mineros. El 15 de agosto de 1937 predicó acerca de Isaías 26:13: "Señor, Dios nuestro, otros amos que tú nos gobiernan, pero solo recordamos tu nombre y tu nombre". Tres días después, fue nuevamente detenido por la Gestapo durante semanas. En la celda de la prisión continuó trabajando en su tesis de habilitación “El pueblo errante de Dios”, sobre la Epístola a los hebreos. Durante 1939, completó su habilitación, que lo calificó para enseñar en universidades alemanas.
En 1940, Käsemann fue reclutado como soldado. Regresó a su labor teológica en 1946 después de varios años en el ejército y como prisionero de guerra. En el semestre de verano de 1946, la Universidad Johannes Gutenberg de Mguncia, lo nombró a su facultad teológica protestante, donde se convirtió en profesor titular de Nuevo Testamento a partir de octubre de ese año y hasta 1952, después de lo cual se trasladó a la Universidad de Gotinga hasta 1959 y luego trabajó en la Universidad Eberhard Karls de Tubinga hasta 1971.
Käsemann estuvo dedicado al estudio de lo que se conoce como la Nueva búsqueda del Jesús histórico, una nueva fase de interés académico en la elaboración de lo que posiblemente se podría determinar históricamente acerca de Jesús. Käsemann inició esta fase cuando publicó su famoso artículo "El problema del Jesús histórico", en 1954, originalmente su conferencia inaugural como profesor en Gotinga en 1951. [1] Contrariamente a la opinión de su maestro Bultmann, él consideraba posible un conocimiento seguro sobre la vida y el mensaje de Jesús, siguiendo a Ferdinand Christian Baur
Käsemann desarrolló lo que se conoció como el doble criterio de diferencia al evaluar la confiabilidad histórica de los evangelios sinópticos. En pocas palabras, lo que es históricamente confiable acerca de Jesús se puede deducir del material sobre Jesús que no es plausible en un contexto judío del primer siglo ni en un contexto cristiano primitivo. Además de esto, propuso criterios adicionales, como la certificación múltiple (¿aparece una historia o dicho en particular de Jesús en tradiciones independientes?) Y la coherencia con otro material que ya se ha encontrado como tradiciones históricas confiables sobre Jesús. Sólo la reciente "tercera búsqueda" del Jesús histórico, que comenzó a finales de la década de 1980, comenzó a cuestionar la validez absoluta de estos criterios.
Käsemann también comenzó a tomar el apocalipticismo judío más en serio que la mayoría de sus colegas contemporáneos y pensó que era de vital importancia para una lectura de Pablo. De hecho, describió el apocalipticismo como "la madre de la teología cristiana". El comentario de Käsemann sobre la Epístola a los romanos, publicado por primera vez en 1973, se convirtió en una obra estándar para esa generación.
Su hija, Elisabeth Käsemann, fue secuestrada por las fuerzas de seguridad en Argentina durante la dictadura militar y posteriormente "desapareció". Se cree que fue asesinada alrededor del 24 de mayo de 1977. Los escritos teológicos posteriores de Ernst Käsemann adquirieron un tono más radical, a menudo amargo, después del asesinato de su hija.
En el otoño de 1977, el sínodo regional de Württemberg decidió cancelar una beca de la comunidad estudiantil de Tubinga para su grupo de trabajo Cristianos por el Socialismo. Por esta y otras razones anunció su salida de la iglesia, pero esto no se concretó porque la decisión del sínodo fue revocada.
Los últimos años de Käsemann estuvieron marcados por una creciente amargura y decepción con la República Federal de Alemania y la Iglesia protestante. "Lo que se disfraza inofensivamente como una economía de libre mercado y promete hacer felices a todos es en realidad la continuación del imperialismo y el colonialismo a través de un sistema capitalista".
Ernst Käsemann recibió doctorados honorarios de las universidades de Marburg, Durham, Edimburgo, Oslo y Yale.

## Obras (en la traducción al inglés)
- Essays on New Testament themes. London, SCM, 1964. ISBN 9780334003885
- The Testament of Jesus. Eugene, Oregon, Wipf & Stock. ISBN 978-1-4982-8883-5
- New Testament questions of today. London, SCM, 1969. ISBN 0334011337
- Jesus means freedom. London, SCM, 1969. ISBN 9780334007753
- Perspectives on Paul. London, SCM, 1971. ISBN 0334012333
- Ensayos exegético. Salamanca, Sígueme, 1978. ISBN 84-301-0715-0
- Commentary on Romans. Michigan, Grand Rapid, 1980. ISBN 0-8028-0860-3
- The Wandering People of God. Minneapolis, Augsburg, 1984. ISBN 978-0-80662121-0
- On Being a Disciple of the Crucified Nazarene. Grand Rapids, Eerdmans, 2010. ISBN 978-0-8028-6026-2